# Hameed Youssef
Hameed Youssef Al-Qallaf (1987. augusztus 10. –) kuvaiti labdarúgó kapus.

## Pályafutása

### A válogatottban
2006 és 2019 között 35 alkalommal játszott a kuvaiti válogatottban, részt vett a 2006-os Ázsia-játékokon és két Ázsia-kupán.

## Sikerei díjai
Az Al-Arabi SC-vel
- 2013-14: Kuvaiti szövetségi kupa
- 2014-15: Kuvaiti koronaherceg kupa